# Громадка, Ян
Ян Громадка (18 декабря 1886, Воленице, Австро-Венгрия — 25 января 1968 Ческе-Будеевице, Чехословакия) — чешский географ и педагог. Считается основателем словацкой географии.

## Научная работа
Его труд можно разделить на 4 тематические группы:
- Решение вопросов геоморфологического развития Словакии
- Решение региональных вопросов
- Решение вопросов относительно отношений между структурой природных и культурных компонентов ландшафта
- Создание региональных географических синтезов, предназначенных для общего использования (региональных исследований, энциклопедий) и как руководство в университетах и в общеобразовательных школах.

Выдающиеся работы: 
- География Оравы (1934)
- География районов Братиславы и Малакки (1933 и 1935)
- Общая география Словакии (1943)
- География Союза Советских Социалистических Республик (1947)
- География руководства Чехословакии (1949)
- Атлас Чехословакии, военно-географический атлас (1965), региональные исследования Чехословакии — сотрудничество.

Его вклад в географическое общество:
- Первый учитель и организатор географических исследований в Словакии
- Первый современный географ Словакии
- Дал начало регионализации и типологии рельефа, климата, рек и типов человеческого населения
- Заложил фундамент для развития слова «география» — Основатель словацкой географии